# Ireland's Call

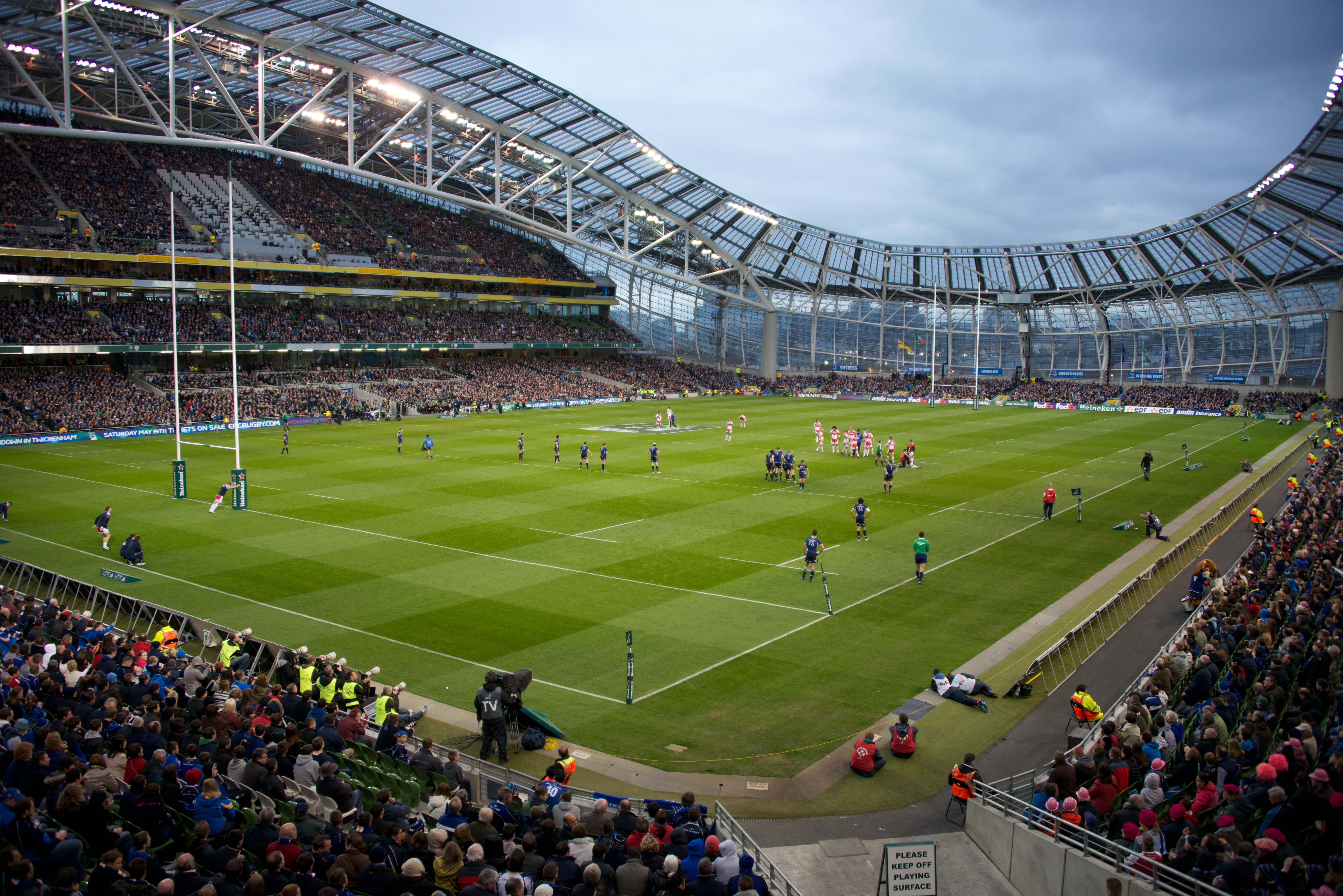
L'Aviva Stadium, stadio di casa della nazionale di rugby irlandese, spesso teatro dell'esecuzione di questo inno

Ireland's Call è una canzone usata come inno nazionale in alcuni eventi sportivi che rappresentano l'isola d'Irlanda, originariamente e soprattutto dalle squadre di rugby.
Fu infatti commissionata dall'Irish Rugby Football Union per la Coppa del Mondo del 1995, poiché un piccolo numero di membri dell'IRFU unionisti dell'Ulster dell'Irlanda del Nord avrebbero considerato inappropriato l'uso dell'inno della Repubblica d'Irlanda ("The Soldier's Song") e da allora è utilizzata come inno durante le manifestazioni internazionali alle quali partecipa la nazionale di rugby irlandese. 
È inoltre adottata dalle nazionali di hockey su prato, di cricket e negli sport che rappresentano nella loro integralità l'isola d'Irlanda.
Nelle partite disputate nella Repubblica d'Irlanda Ireland's Call viene preceduta da Amhrán na bhFiann (inno ufficiale dell'Eire), mentre altrove (anche nell'Ulster ricadente nell'Irlanda del Nord) è l'unico inno intonato.
La canzone fu scritta nel 1995 dall'autore nordirlandese Phil Coulter.
Durante le partite viene solitamente cantata solo la prima strofa, seguita due volte dal ritornello, salendo la seconda volta d'un tono.